# Mlinište (prijevoj)

Mlinište  (ili Mliništa) je planinski prijevoj u Bosni i Hercegovini. Strateški je iznimno važan. 
Nalazi se na nadmorskoj visini od 1156 metara. Preko prijevoja vodi magistralna cesta M 15 između Mrkonjić Grada i Glamoča. U blizini se nalazi i naseljeno mjesto Mlinište koje administrativno pripada općini Mrkonjić Grad.
Često se tijekom zime preko prijevoja Mlinište prometuje otežano.